# Ja'Tyre Carter
Ja'Tyre Carter (White Castle, 15 gennaio 1999) è un giocatore di football americano statunitense che milita nel ruolo di offensive guard per i Carolina Panthers della National Football League (NFL).

## Carriera

### Chicago Bears
Carter al college giocò a football alla Southern University. Fu scelto nel corso del settimo giro (226º assoluto) nel Draft NFL 2022 dai Chicago Bears. Nella sua stagione da rookie disputò 3 partite, nessuna delle quali come titolare.

### Carolina Panthers
Carter firmò con la squadra di allenamento dei Carolina Panthers il 29 agosto 2024.